# Сатул-Ноу
Сатул-Ноу (рум. Satul Nou) — село в Молдові в Чимішлійському районі. Утворює окрему комуну.